# Ekaterine Gorgodze
Ekaterine Gorgodze (nació el 3 de diciembre de 1991) es una jugadora de tenis georgiana.
Desde su debut para el equipo de Georgia Fed Cup en 2007, Gorgodze tiene un récord de victorias y derrotas de 18-2.

## Títulos WTA (2; 0+2)

### Dobles (2)
| Leyenda                                |
| Grand Slam (0)                         |
| Juegos Olímpicos (0)                   |
| WTA Tour Championships (0)             |
| P. Mandatory & Premier 5, WTA 1000 (0) |
| Premier, WTA 500 (0)                   |
| International, WTA 250 (2)             |

| N.º | Fecha                 | Torneo         | Superficie    | Pareja              | Oponentes en la final                | Resultado        |
| --- | --------------------- | -------------- | ------------- | ------------------- | ------------------------------------ | ---------------- |
| 1.  | 31 de octubre de 2021 | Cluj-Napoca II | Dura (i)      | Irina Bara          | Aleksandra Krunić Lesley Kerkhove    | 4-6, 6-1, [11-9] |
| 2.  | 17 de julio de 2022   | Budapest       | Tierra batida | Oksana Kalashnikova | Katarzyna Piter Kimberley Zimmermann | 1-6, 6-4, [10-6] |

#### Finalista (1)
| N.º | Fecha               | Torneo  | Superficie    | Pareja      | Oponentes en la final           | Resultado   |
| --- | ------------------- | ------- | ------------- | ----------- | ------------------------------- | ----------- |
| 1.  | 27 de julio de 2019 | Palermo | Tierra batida | Arantxa Rus | Cornelia Lister Renata Voráčová | 6-7(2), 2-6 |

## Títulos WTA 125s

### Dobles (4–1)
| Resultado | Fecha                    | Torneos      | Superficie    | Pareja            | Oponentes                               | Resultado        |
| --------- | ------------------------ | ------------ | ------------- | ----------------- | --------------------------------------- | ---------------- |
| Finalista | 12 de junio de 2021      | Bol          | Tierra batida | Tereza Mihalíková | Aliona Bolsova Katarzyna Kawa           | 1-6, 6-4, [6-10] |
| Campeona  | 12 de septiembre de 2021 | Karlsruhe    | Tierra batida | Irina Bara        | Katarzyna Piter Mayar Sherif            | 6-3, 2-6, [10-7] |
| Campeona  | 7 de noviembre de 2021   | Buenos Aires | Tierra batida | Irina Bara        | María Lourdes Carlé Despina Papamichail | 5-7, 7-5, [10-4] |
| Campeona  | 20 de noviembre de 2021  | Montevideo   | Tierra batida | Irina Bara        | Carolina Alves Marina Bassols           | 6-4, 6-3         |
| Campeona  | 2 de abril de 2022       | Marbella     | Tierra batida | Irina Bara        | Katarzyna Kawa Vivian Heisen            | 6-4, 3-6, [10-6] |